# Half Baked
Half Baked, conosciuto anche col titolo Mezzi fatti, è un film comico del 1998 diretto da Tamra Davis.

## Trama
Thurgood (Chapelle), Brian (Breuer) e Scarface (Diaz) a seguito dell'arresto del loro amico e coinquilino Kenny (Williams), accusato di aver ucciso il cavallo della polizia Ranuncolo, sono costretti a spacciare marijuana per poter pagare il riscatto di 100.000 dollari.
Allestiscono una società di spaccio, il Bravo Ragazzo, vendendo la marijuana che Thurgood rimedia sul posto di lavoro, un'industria farmaceutica che conduce ricerche di laboratorio per il governo e le grandi società e che, di conseguenza, lavora anche con la droga.
La loro attività diventa molto popolare, tanto da rimediare tra i propri clienti anche persone molto famose; tuttavia le circostanze per il gruppo si dimostrano avverse. Innanzi tutto nella vita privata i tre cominciano ad avere problemi, primo tra tutti Thurgood, che si è fidanzato con una ragazza contraria a qualsiasi tipo di droga e ad ogni forma di suo consumo, ironicamente chiamata Mary Jane (slang inglese per "marijuana"). Il problema più grande, però, è l'inimicizia che il gruppo si crea con lo spacciatore Samson Simpson, a cui sta sottraendo sempre più clienti. Simpson li obbliga a pagare 20.000 $ a settimana, minacciandoli di morte e i tre, disperati, ricorrono all'aiuto della polizia, concordando il rilascio di Kenny nel caso in cui fossero riusciti a consegnare loro il potente spacciatore. Dopo una serie di avvenimenti controversi e bizzarri il trio riesce nel suo intento: Kenny viene liberato e Thurgood rinuncia alla droga per la sua amata Mary Jane.

## Produzione
Il film è stato scritto da Dave Chappelle e Neal Brennan. In un'intervista del 2006 nel programma televisivo statunitense Inside the Actors Studio Chapelle ha affermato che la sceneggiatura usata per produrre il film era diversa da quella da lui scritta, che, a suo parere, lo rendeva un film adatto ad un pubblico adulto e non "un film sull'erba per ragazzi".
Il film è interpretato da Dave Chappelle, Jim Breuer, Harland Williams e Guillermo Díaz; vi compaiono inoltre numerose celebri comparse quali: Steven Wright, Tommy Chong, Janeane Garofalo, Willie Nelson, Tracy Morgan, Snoop Dogg, Jon Stewart, Stephen Baldwin e Bob Saget.
Gran parte del film è stata girata a Toronto, in Canada.

## Accoglienza

### Incassi
Il film è stato proiettato per la prima volta nei cinema statunitensi il 16 gennaio 1998 incassando 7.722.540 dollari nel weekend d'apertura e guadagnando un totale di 17.460.020 dollari.